# حمزه غافل سیستانی
حمزه غافل سیستانی، ملک حمزه فرزند ملک جلال الدین، متخلص به غافل سیستانی، از شاعران سده یازده هجری قمری است.
به مهربانی و عطوفت شهرت داشت. تخلص غافل، تواضع و فروتنی این شاعر بزرگ در میدان دانش و معلومات وسیع او را ثابت می‌کند.
| غافل نشوی از این دو معنی، غافل |  | سرمایه مرد از این دو گردد، حاصل |
| زین راهنمایان، به یکی شو قابل  |  | یا عقل درست، یا جنون کامل       |

## جستار های وابسته
- سیستان
- شاعران ایرانی